# Амбато
Амба́то (ісп. Ambato, повна форма — ісп. San Juan de Ambato) — місто в Еквадорі. Розташоване в центральній долині Анд на берегах однойменної річки та біля підніжжя кількох високих гір. Знаходиться на висоті 2577 м над рівнем моря. Є столицею провінції Тунґурауа. Населення становить 329 856 осіб (за даними INEC, 2010), Амбато є десятим за населенням серед усіх міст держави. Іспанською мовою жителів міста називають Ambateños. 
Кілька разів за історію місто частково чи повністю спустошувалося землетрусами, востаннє — 5 серпня 1949 року, коли місто зазнало значних руйнувань та відбудовувалося у наступні два роки.
Місто святкує Фестиваль фруктів і квітів під час карнавалу в лютому, що вважається одним із найвідоміших свят Еквадору та було започатковане на честь жителів міста та їх відваги під час землетрусу. 
Амбато іноді називають «Містом трьох Хуанів», адже в ньому народилися троє видатних еквадорців: Хуан Монтальво, видатний письменник 19 століття; Хуан Леон Мера, автор національного гімну держави; та Хуан Беніґно Вела, видатна фігура в боротьбі Еквадору за незалежність. Місто є відомим через експорт фруктів та інших продуктів споживання, шкіряних товарів та текстилю. Також місто є важливим транспортним центром, зокрема для тих, хто мандрує Панамериканським шосе.

## Економіка
Через знаходження в центрі країни Амбато є важливим промисловим центром. Виробництво автомобільних кузовів є однією з провідних індустрій міста. 2010 року було оголошено, що Венесуела вдосконалить металеві конструкції майже 65% своїх транспортних засобів, і значна частина роботи з реконструкції пройде саме в Амбато. Розвинене також виробництво текстилю, продуктів харчування, взуття. 

## Клімат і географія
Клімат міста є помірним, через місцезнаходження у вузькій та глибокій долині Анд.
З Амбато добре видно снігові шапки багатьох вулканів: Котопахі, Тунгурауа, Каригуарайсо та гори Чимборасо.
| Клімат Амбато                   | Клімат Амбато | Клімат Амбато | Клімат Амбато | Клімат Амбато | Клімат Амбато | Клімат Амбато | Клімат Амбато | Клімат Амбато | Клімат Амбато | Клімат Амбато | Клімат Амбато | Клімат Амбато | Клімат Амбато |
| Показник                        | Січ.          | Лют.          | Бер.          | Квіт.         | Трав.         | Черв.         | Лип.          | Серп.         | Вер.          | Жовт.         | Лист.         | Груд.         | Рік           |
| Середній максимум, °C           | 29,7          | 28,7          | 27,5          | 24,8          | 22,6          | 20,0          | 17,0          | 16,0          | 18,6          | 22,6          | 27,8          | 30,7          | 13,8          |
| Середній мінімум, °C            | 13,6          | 13,5          | 13,2          | 10,6          | 10,8          | 9,0           | 7,5           | 10,4          | 13,4          | 15,3          | 15,5          | 16,0          | 12,4          |
| Норма опадів, мм                | 16.3          | 18.7          | 28.5          | 43.3          | 26.9          | 14.1          | 2.4           | 5.8           | 12.1          | 11.1          | 15.3          | 15.9          | 210.4         |
| ------------------------------- | ------------- | ------------- | ------------- | ------------- | ------------- | ------------- | ------------- | ------------- | ------------- | ------------- | ------------- | ------------- | ------------- |
| Джерело: Hong Kong Observatory. |               |               |               |               |               |               |               |               |               |               |               |               |               |

## Міста-побратими
- Санта-Фе, Іспанія
- Сукре, Болівія
- Ікіке, Чилі
- Хульяка, Перу
- Антофагаста, Чилі
- Такна, Перу
- Халапа-Енрікес, Мексика.

## Галерея

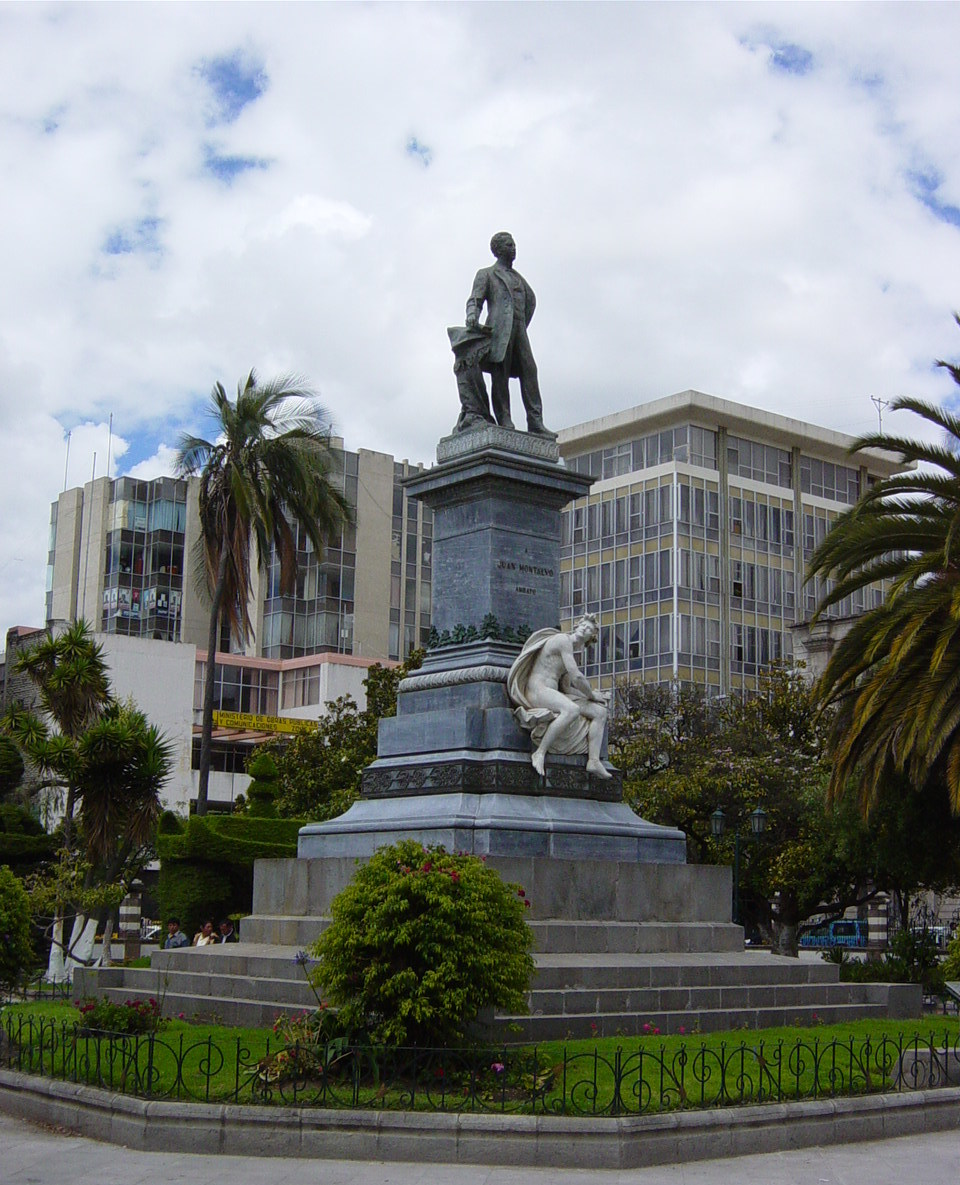
Пам'ятник Хуану Монтальво в місті
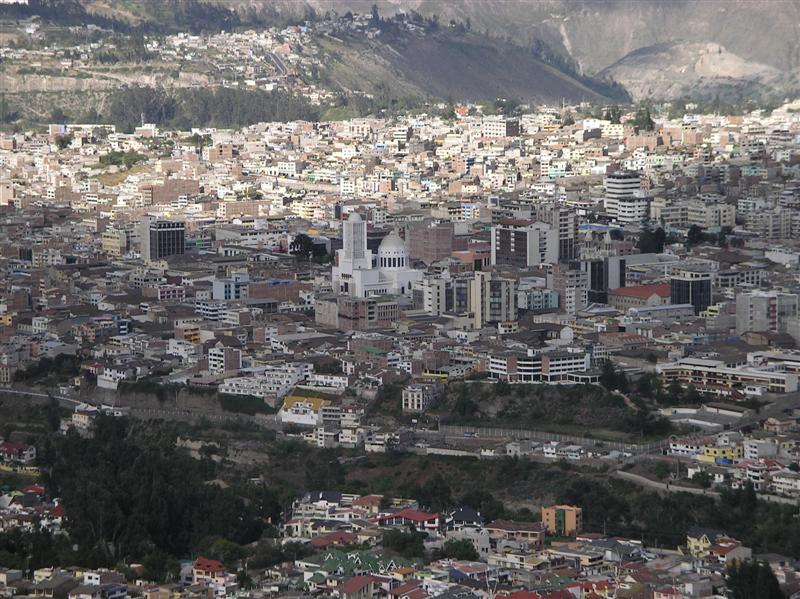
Центр міста
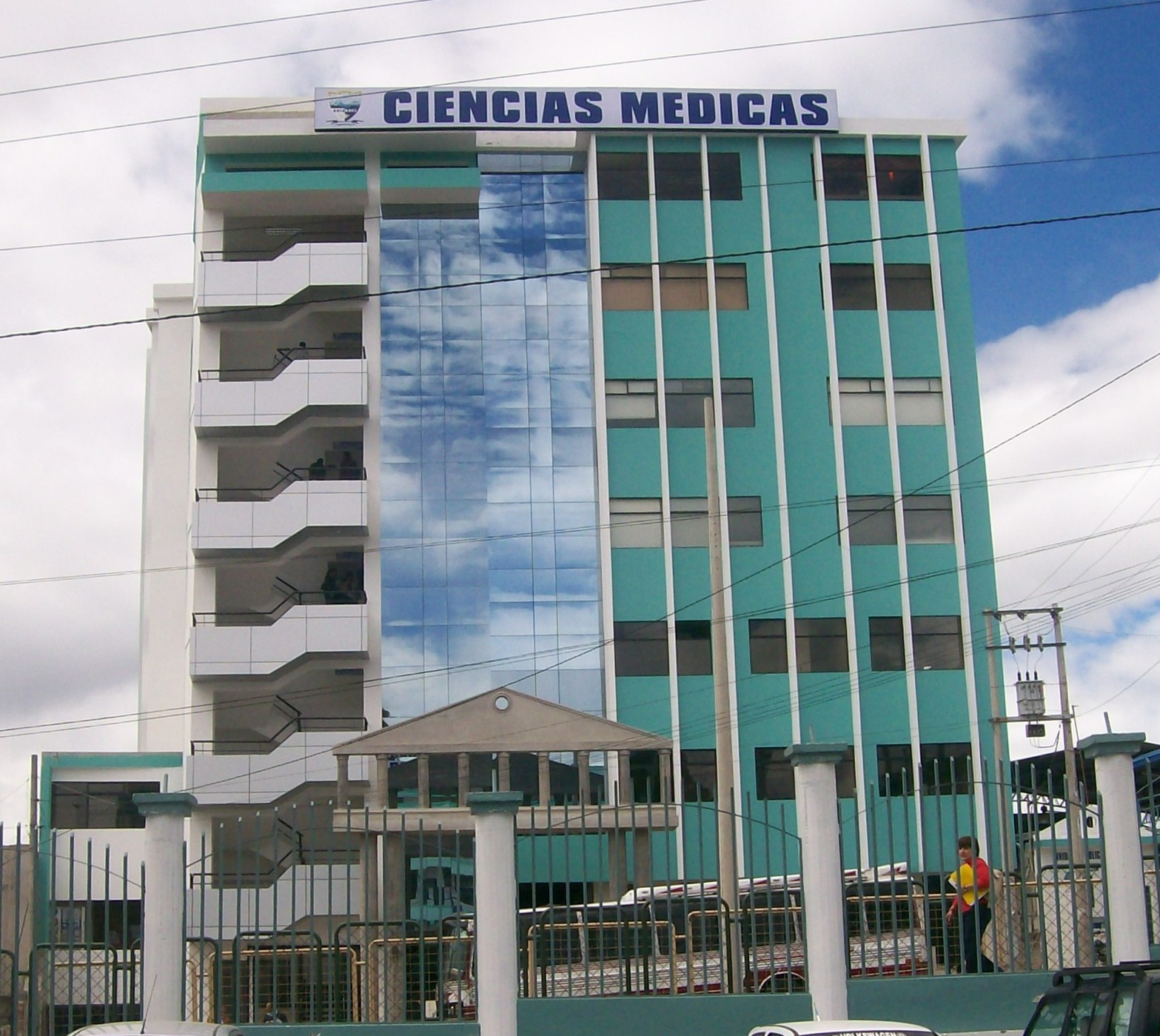
Інститут медичних наук
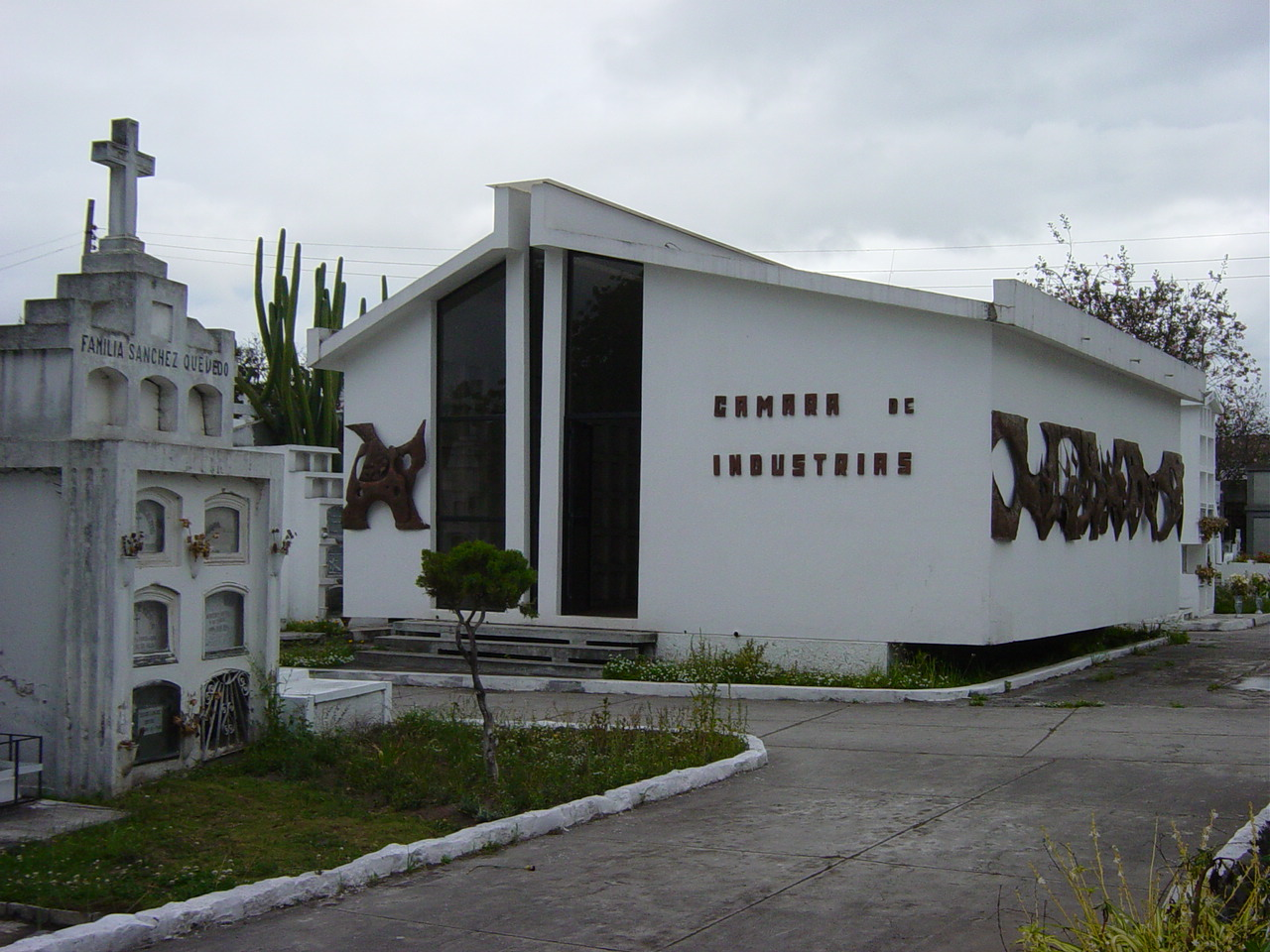
Міський цвинтар
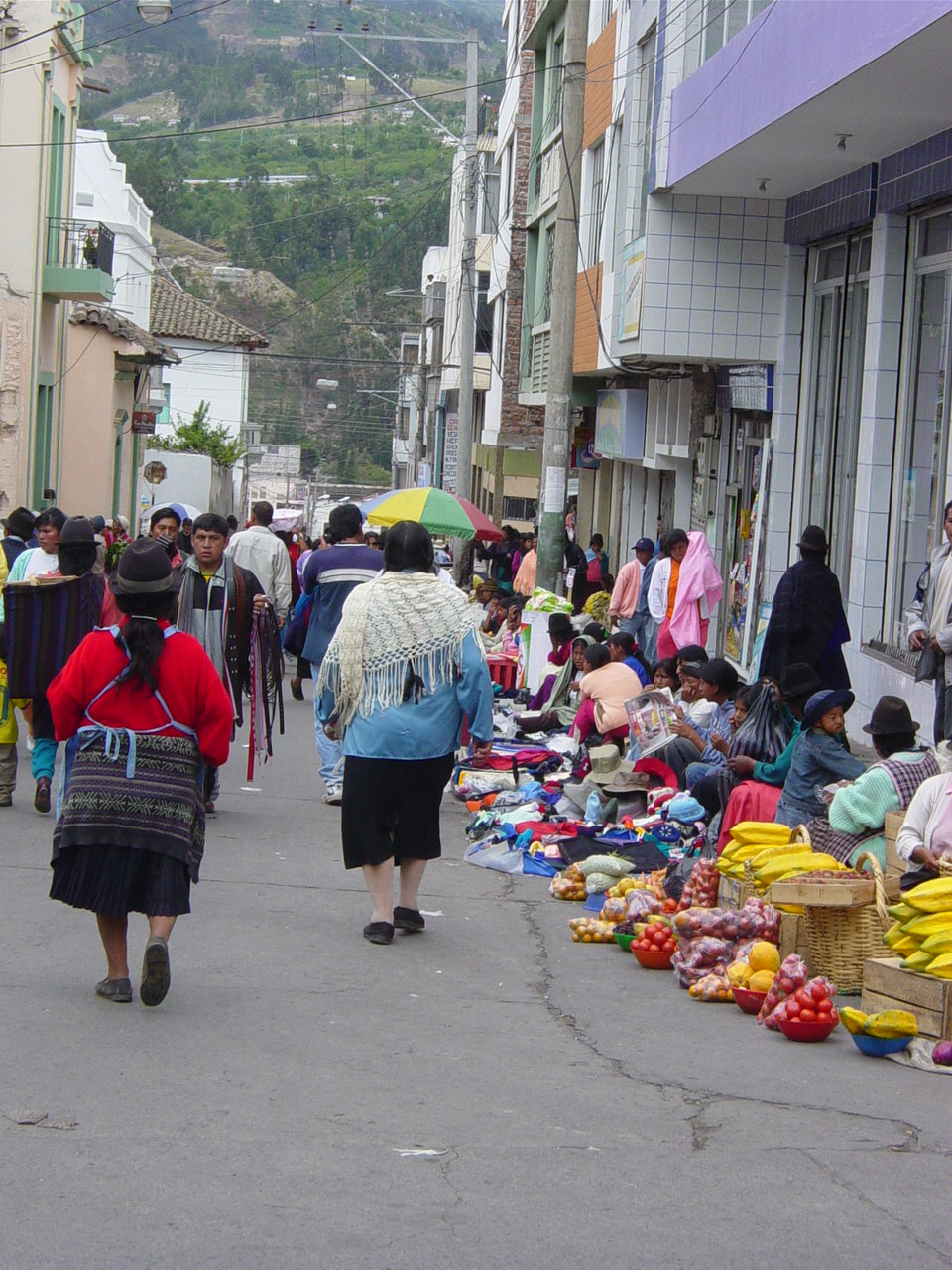
Вуличний ринок у понеділок